# Mikan (canción)
Mikan (みかん Mandarina?) es el 35º sencillo de Morning Musume. El título de la canción fue elegido por las entonces miembros del grupo haciendo alusión a sus recuerdos de niñez, ya que todas coincidían en que de niñas se sentaban en el kotatsu a comer mandarinas. Además, el videoclip del sencillo mostraba fotos de las componentes cuando eran niñas. El sencillo en CD se lanzó en tres ediciones: una edición regular y dos ediciones limitadas. La versión limitada A incluía un DVD y una fotografía en tarjeta. La versión limitada B incluía un libreto de 40 páginas.

## Lista de canciones

### CD
- Mikan
- Bon Kyu! Bon Kyu! BOMB GIRL (ボン キュッ！ボン キュッ！BOMB GIRL)
- Mikan (Instrumental)

### Edición Limitada A DVD
- Mikan (Close-up Ver.)

## Miembros presentes en el sencillo
- 5ª Generación: Ai Takahashi, Risa Niigaki
- 6ª Generación: Eri Kamei, Sayumi Michishige, Reina Tanaka
- 7ª Generación: Koharu Kusumi
- 8ª Generación: Aika Mitsui, Junjun, Linlin

## Posiciones en Oricon y ventas
| Lun | Mar | Mie | Jue | Vie | Sab | Dom | Posición de la semana | Ventas |
| --- | --- | --- | --- | --- | --- | --- | --------------------- | ------ |
| –   | 5   | 6   | 7   | 9   | 10  | 10  | 6                     | 28 082 |
| 10  | 28  | 34  | 38  | 22  | 28  | 27  | 28                    | 5102   |
| 29  | 50  | –   | –   | 45  | 46  | –   | 57                    | 2147   |
| –   | –   | –   | –   | –   | –   | –   | 81                    | 1332   |
| –   | –   | –   | –   | –   | –   | –   | 113                   | 856    |
| –   | –   | –   | –   | –   | –   | –   | 150                   | 1148   |
| –   | –   | –   | –   | –   | –   | –   | 150                   | 1148   |

Ventas totales: 38 667[cita requerida]